# 魚成村
魚成村（うおなしむら）は、1954年（昭和29年）まで愛媛県東宇和郡にあった村である。
現在の西予市の東部、肱川の支流の一つ黒瀬川及びその支流の魚成川流域の農山村である。昭和の合併でいったん黒瀬川村、のちに改名・町制施行して城川町となり、さらに平成の合併で西予市となり、現在に至っている。

## 地理
現在の西予市の東部。黒瀬川及び魚成川の流域。集落は川沿いの街道筋に点在している。北と西は北谷越・隆ケ森・たて森などの山々で野村町及び横林村に、南は御在所山や二ツ野山・御開山などの山々で三島村・愛治村に、東は黒瀬川に沿って土居村に接している。
地名の由来
魚成氏に由来する。

## 歴史
中世
- 魚成氏が当地を支配し、竜ケ森城に居を構え、氏寺として竜沢寺を建立した。
- 戦国時代末期に当地の一部を支配した豪族（土居に本拠）北之川親安の下に下相茂兵衛なる者がおり、地名のもととなったとされる。
- 1455年（康正元年） - 竜沢寺を現在地に移転。
- 1584年（天正12年） - 魚成氏、長宗我部氏の軍勢を城内に招き入れる。

藩政期
- 宇和島藩領。はじめ魚成組に、寛文の組み換え以降は山奥組に属する。

明治以降
- 1889年（明治22年）12月15日 - 町村制・市制施行時に、魚成（うおなし）、下相（おりあい）、男河内（おんがわち）、田穂（たお）の4箇村の合併により魚成村となる。
- 1923年（大正12年） - 大字古市字中津川で小作争議。以後1925年（大正14年）まで各地で小作争議勃発。
- 1954年（昭和29年）3月31日 - 遊子川村、土居村、高川村3箇村との合併により黒瀬川村となる。

```
魚成村の系譜
（町村制実施以前の村）（明治期）　　　　　　　（昭和の合併）　　　　　　　　　　　（平成の合併）
　　　　　　　　　　　町村制施行時
魚成━━━━━┓
下相━━━━━╋━━━━魚成村━━━━━━━┓
男河内━━━━┫　　　　　　　　　　　　　　┃昭和29年3月31日　昭和34年4月1日
田穂━━━━━┛　　　　　　　　　　　　　　┃　　　合併　　　　　町制施行
　　　　　　　　　　　遊子川村━━━━━━━╋━━黒瀬川村━━━━━城川町━━━┓
　　　　　　　　　　　　土居村━━━━━━━┫　　　　　　　　　　　　　　　　　┃
　　　　　　　　　　　　高川村━━━━━━━┛　　　　　　　　　　　　　　　　　┃平成16年4月1日
　　　　　　　　　　　　　　　　　　　　　　　　　　　　　　　　　　　　　　　　┣━西予市
　　　　　　　　　　　　　　　　　　　　　　　　　　　　　　　明浜町━━━━━━┫
　　　　　　　　　　　　　　　　　　　　　　　　　　　　　　　宇和町━━━━━━┫
　　　　　　　　　　　　　　　　　　　　　　　　　　　　　　　野村町━━━━━━┫
　　　　　　　　　　　　　　　　　　　　　　　　　　　　　　　三瓶町━━━━━━┛

（注記）遊子川村等の旧村の合併前の状況、および明浜町以下の昭和の合併以前の系譜はそれぞれの記事を参照のこと。

```

## 地域
明治の町村制施行以前の村である魚成、下相、男河内、田穂の4箇村がそのまま魚成村の大字名となり、これらの大字名は城川町にも継承された。西予市になってからの住所の表記では「大字」を省く（例: 西予市城川町魚成）。
男河内は黒瀬川左岸の高台上に位置する。田穂は魚成川の上流域で、魚成は田穂の下流。下相は黒瀬川右岸で後に城川町役場など公共施設が設置された。
なお、男河内は、古くは「小河内」と書き、また「男川内」と表記することもある。下相は「おりやり」と読むこともある。

## 行政
役場
大字魚成に置かれていた。

## 産業
農業
茶、漆、楮、綿、麻、木炭、薪などを産した。

## 交通
村内には鉄道はない。なお、大正年間には大洲から肱川を南に遡って当村から日吉へ、さらに宇和島へと抜ける国鉄104号線開通促進運動が行なわれたが今日に至るも実現をみていない。その後、道路建設へと運動方針を転換した。

## 民俗
- 実盛送り（虫送りの行事）

## 名所
- 竜沢寺
- 各地の茶堂